# Kerema
Kerema is een stad in Papoea-Nieuw-Guinea en is de hoofdplaats van de provincie Gulf.
Kerema telde in 2000 bij de volkstelling 5116 inwoners.